# Carl Wagner (Maler, 1796)

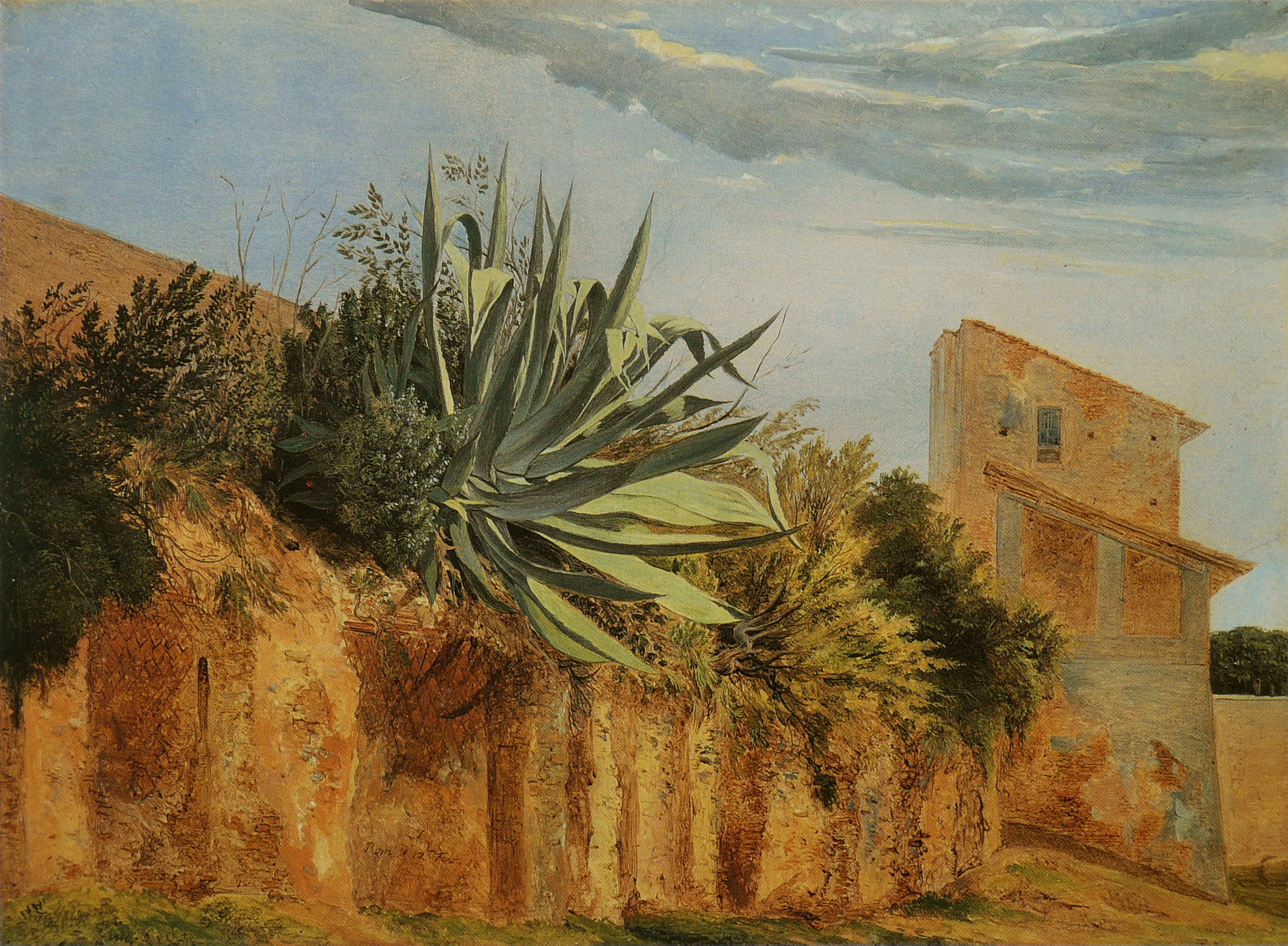
An der Stadtmauer von Rom, Kunsthalle Bremen

Carl Wagner (* 19. Oktober 1796 in Roßdorf (Thüringen); † 10. Februar 1867 in Meiningen) war ein deutscher Maler und Vertreter der romantischen Landschaftsmalerei.

## Leben und Wirken
Am 19. Oktober 1796 wurde der Maler und Radierer Carl Wagner, Sohn des Dichters Johann Ernst Wagner, in Roßdorf geboren. Er verlebte hier die ersten acht Jahre seines Lebens. 1804 übersiedelte die Familie nach Meiningen, der Residenzstadt von Sachsen-Meiningen.
Von 1813 bis 1816 studierte er an der Forstakademie Dreißigacker und besuchte die Forstakademie Tharandt. Von 1817 bis 1820 absolvierte Wagner ein Studium für Malerei an der Dresdner Kunstakademie. Von 1822 bis 1825 nutzte er einen Italienaufenthalt zur künstlerischen Vervollkommnung. Immer wieder sollte er später nach Tirol und in die Schweiz reisen, um alpine landschaftliche Impressionen einzufangen.
1825 erfolgte die Ernennung zum Hofmaler und Galerie-Inspektor am herzoglichen Hof in Meiningen.
Der größte Teil seiner Werke befindet sich in der Kunstsammlung der Meininger Museen.
Wagner gehörte zu den bedeutenden deutschen Landschaftsmalern der Romantik. Er war bekannt mit Ludwig Richter (1803–1884) und Adolf Schaubach. Beeinflusst wurde er unter anderen von Joseph Anton Koch (1768–1839) und Caspar David Friedrich.
Über sein Familienleben ist wenig bekannt, nach schweren Schicksalsschlägen und dem Tod der Gattin und beider Kinder lebte er noch sehr vereinsamt bis zu seinem Tod 1867 in Meiningen.

## Illustrationen (Auswahl)
- In:  Album deutscher Künstler in Originalradirungen. – Düsseldorf : Buddeus, 1841.